# Bangotantekabaia Village
Bangotantekabaia Village är en ort i Kiribati.   Den ligger i örådet Abemama och ögruppen Gilbertöarna, i den sydöstra delen av landet, 150 km sydost om huvudstaden Tarawa. Bangotantekabaia Village ligger 14 meter över havet och antalet invånare är 336. Den ligger på ön Manoku.
Terrängen runt Bangotantekabaia Village är mycket platt.  Närmaste större samhälle är Tabiang Village, 16,1 km nordväst om Bangotantekabaia Village. 